# Capheris giltayi
Capheris giltayi är en spindelart som först beskrevs av Roger de Lessert 1929.  Capheris giltayi ingår i släktet Capheris och familjen Zodariidae.
Artens utbredningsområde är Kongo. Inga underarter finns listade.